# Piémontais en comparaison de l'italien et du français
 (décembre 2015).
Le piémontais appartient au sous-groupe gallo-italique (en italien : galloitalico), donc il a nombreux traits communs surtout avec l'italien, mais aussi avec le français ou l'occitan.

## Le vocabulaire
Le piémontais a beaucoup de mots dérivant de l'italien et du français, mais il a aussi des mots différents de leurs équivalents italiens et français.
| Italien               | Français        | Piémontais       |
| --------------------- | --------------- | ---------------- |
| attuale               | actuel          | dël di d'ancheuj |
| comprendere           | comprendre      | ten-e da ment    |
| Dio, Nostro Signore   | Dieu            | Nosgnor          |
| giorno, dì            | jour            | di               |
| in altre parole       | c'est-à-dire    | visadì           |
| in più                | de plus         | an dzorpì        |
| possedere, avere      | posséder        | avèj             |
| prendere, pigliare    | prendre         | pijé             |
| successione, sequenza | suite           | sequensa         |
| un punto di vista     | un point de vue | na mira          |
| usare, adoperare      | utiliser        | dovré            |
| lavorare              | travailler      | travajé          |

### Ressemblances entre le piémontais et le français (et ses différences avec l’italien)
Le Piémontais, contrairement à l’italien standard, partage un grand nombre de mots avec le français et, dans une moindre mesure, avec les autres langues gallo-italiques qui le rendent très différent du premier. Nombre de ces mots étaient des emprunts linguistiques ou des mots qui ont évolué dans la même position que le français. 
| Piémontais          | Français     | Italien               |
| ------------------- | ------------ | --------------------- |
| Abimé               | abimer       | sommergere            |
| Acablé              | accabler     | sopraffare            |
| Adrëssa             | adresse      | indirizzo             |
| Agassé              | agacer       | istigare              |
| Alman               | allemand     | tedesco               |
| Ambrassé            | embrasser    | abbracciare           |
| Amusé               | amuser       | divertire             |
| Ancheuj             | aujourd'hui  | oggi                  |
| Angign              | engine       | motore, meccanismo    |
| Anlevé              | enlever      | togliere              |
| Antamné             | entamer      | incominciare          |
| Anteré              | enterrer     | seppellire            |
| Anvìa               | envie        | voglia                |
| Anviron             | environ      | circa                 |
| Anzolivé            | enjoliver    | abbellire             |
| Apress              | après        | dopo                  |
| Aragn               | araignée     | ragno                 |
| Arlev               | relève       | ricambio              |
| Armà                | armée        | esercito              |
| Arsòrt              | ressort      | molla                 |
| Articiòch           | artichaut    | carciofo              |
| Arvërsé             | inverser     | capovolgere           |
| As                  | as           | hai                   |
| Asar                | hasard       | caso                  |
| Assiëtta            | assiette     | piatto                |
| Assè                | assez        | abbastanza            |
| Atrapé              | attraper     | prendere              |
| Avion               | avion        | aereo                 |
| Bajé                | bailler      | sbadigliare           |
| Badiné              | badiner      | scherzare             |
| Bassin              | bassin       | bacinella             |
| Becan-a             | becane       | bicicletta            |
| Becheria            | boucherie    | macelleria            |
| Bel frel            | beau frère   | cognato               |
| Bela seur           | belle-sœur   | cognata               |
| Bërgé               | berger       | pastore               |
| Betisa              | bétise       | stupidaggine          |
| Biola               | bouleau      | betulla               |
| Biso                | bijou        | gioiello              |
| Blaga               | blague       | scherzo               |
| Bochèt              | bouquet      | mazzo                 |
| Bodé                | bouder       | fare il broncio       |
| Bocla               | bouclet      | fibbia                |
| Boita               | boîte        | scatola               |
| Bogé                | bouger       | muovere               |
| Bonet               | bonnet       | cappello              |
| Boneur              | bonheur      | felicità              |
| Bòsch               | bois         | legno                 |
| Bosson              | bouchon      | tappo                 |
| Brichét             | briquet      | accendino             |
| Brisé               | briser       | rompere               |
| Busson              | buisson      | cespuglio             |
| But                 | but          | scopo                 |
| Cadò                | cadeau       | regalo                |
| Cadrega             | chaise       | sedia                 |
| Cambrada            | camarade     | compagno              |
| Camion              | camion       | autocarro             |
| Campé               | camper       | buttare               |
| Car                 | car          | perché                |
| Carnagi             | carnage      | carneficina           |
| Cassé               | casser       | rompere               |
| Caté                | acheter      | comprare              |
| Chité               | quitter      | lasciare              |
| Chèr                | char         | carro                 |
| Chen-a              | chaîne       | catena                |
| Ciambrea            | chambre      | camera                |
| Ciat                | chat         | gatto                 |
| Ciresa              | cerise       | ciliegia              |
| Clavié              | clavier      | tastiera              |
| Cocómber            | concombre    | cetriolo              |
| Còfo                | coffre       | forziere              |
| Cogé                | coucher      | coricare              |
| Complenta           | complainte   | lamentazione          |
| Còrbela             | corbeille    | cesto                 |
| Cotin               | cotillon     | gonna                 |
| Crajon              | crayon       | matita                |
| Cravieul            | chevreuil    | capriolo              |
| Cress               | crèche       | asilo nido            |
| Cròch               | crochet      | uncino                |
| Darmage             | dommage      | danno                 |
| Dërota              | déroute      | sconfitta, rotta      |
| Dëscroché           | décrocher    | sganciare             |
| Dësrangé            | déranger     | disturbare            |
| Dësagreàbil         | désagréable  | spiacevole            |
| Dont                | dont         | di cui/del quale      |
| Drapò               | drapeau      | bandiera              |
| Dressé              | dresser      | addestrare            |
| Dròlo               | drôle        | strano                |
| Ecran, scran        | écran        | schermo               |
| Euvra               | œuvre        | opera                 |
| Eva                 | eau          | acqua                 |
| Fasson              | façon        | modo                  |
| Fat                 | fade         | insipido              |
| Folar               | foulard      | fazzoletto da collo   |
| Fotbaleur           | footballeur  | calciatore            |
| Fòta                | faute        | errore                |
| Frapé               | frapper      | colpire               |
| Fusëtta             | fusée        | missile               |
| Gagi                | gage         | pegno                 |
| Gasojé              | gazouiller   | cinguettare           |
| Gius                | jus          | succo                 |
| Gliss               | glissant     | scivoloso             |
| Glissé              | glisser      | scivolare             |
| Grand mare          | grand-mère   | nonna                 |
| Grand pare          | grand-père   | nonno                 |
| Gravé               | graver       | imprimere             |
| Grela               | grèle        | grandine              |
| Grimassa            | grimace      | smorfia               |
| Grisonant,grisolent | grisonnant   | brizzolato            |
| Grossé              | grossier     | sgarbato, volgare     |
| Làit                | lait         | latte                 |
| Lapìn               | lapin        | coniglio              |
| Lerma               | larme        | lacrima               |
| Lésa                | luge         | slitta                |
| Lever               | lèvre        | labbro                |
| Lingeria            | lingerie     | biancheria            |
| Logé                | loger        | alloggiare            |
| Machijagi           | maquillage   | trucco                |
| Madama              | madame       | signora               |
| Maleur              | malheur      | disgrazia             |
| Mariage             | mariage      | matrimonio            |
| Marié               | marier       | sposare               |
| Matlòt              | matelot      | marinaio              |
| Meison              | maison       | casa                  |
| Menage              | menage       | gestione              |
| Meprisé             | mépriser     | disprezzare           |
| Mercandisa          | marchandise  | merce                 |
| Mersi               | merci        | grazie                |
| Mëssoné             | moissonner   | mietere               |
| Miaulé              | miauler      | miagolare             |
| Minusié             | menuisier    | falegname             |
| Miràj               | miroir       | specchio              |
| Mitoné              | mitonner     | cuocere a fuoco lento |
| Mojen               | moyen        | mezzo                 |
| Monsù               | monsieur     | signore               |
| Monté               | monter       | salire                |
| Mossé               | mousser      | spumare               |
| Mòt                 | mot          | parola                |
| Mucioar             | mouchoir     | fazzoletto            |
| Novod               | neveu        | nipote                |
| Ój                  | oui          | si                    |
| Ordeuvre            | hors-d'œuvre | antipasto             |
| Ordinator           | ordinateur   | computer              |
| Orijé               | oreiller     | cuscino               |
| Paja                | paille       | cannuccia             |
| Papé                | papier       | carta                 |
| Parej               | pareil       | lo stesso, medesimo   |
| Pariura             | pari         | scommessa             |
| Parpajon            | papillon     | farfalla              |
| Partagé             | partager     | spartire              |
| Pasturagi           | pâturage     | pascolo               |
| Pavajon             | pavillon     | padiglione            |
| Pia                 | pie          | gazza ladra           |
| Piòta               | patte        | zampa                 |
| Planeur             | planeur      | aliante               |
| Plenta              | plainte      | querela               |
| Pois                | pois         | pisello               |
| Poma                | pomme        | mela                  |
| Possé               | pousser      | spingere              |
| Rainura             | rayure       | graffio               |
| Ramassé             | ramasser     | raccogliere           |
| Rangé               | arranger     | aggiustare            |
| Ravin               | ravin        | burrone               |
| Regret              | regret       | dispiacere            |
| Rèid                | raid         | rigido                |
| Ridò                | rideau       | tenda                 |
| Roa                 | roue         | ruota                 |
| Rosà                | rosée        | rugiada               |
| Rossigneul          | rossignol    | usignolo              |
| Rua                 | rue          | via                   |
| Sabòt               | sabot        | zoccolo               |
| Safeur              | chauffeur    | autista               |
| Sagrin              | chagrin      | preoccupazione        |
| Salada              | salade       | insalata              |
| Salòp               | sale         | sporco                |
| Sansossì            | sans-souci   | spensierato           |
| Sapin               | sapin        | abete                 |
| Schërieul           | écureuil     | scoiattolo            |
| Scrassé             | cracher      | sputare               |
| Scrussi             | croquer      | scricchiolio          |
| Seurté              | sortir       | uscire                |
| Sgiafl              | gifle        | schiaffo              |
| Sia                 | seau         | secchio               |
| Signé               | signer       | firmare               |
| Sivera              | civière      | barella               |
| Soagné              | soigner      | curare                |
| Sombr               | sombre       | scuro                 |
| Spurì               | pourri       | appassito/marcio      |
| Strop               | troupeau     | gregge/mandria        |
| Stagera             | étagere      | scaffale              |
| Tasté               | tâter        | assaggiare            |
| Tèit                | toit         | tetto                 |
| Tisòire             | ciseaux      | forbici               |
| Tòmatica            | tomate       | pomodoro              |
| Tombé               | tomber       | cadere                |
| Tramblé             | trembler     | tremare               |
| Travajé             | travailler   | lavorare              |
| Tricoté             | tricoter     | lavorare a maglia     |
| Utiss               | outil        | attrezzo              |
| Vagné               | gagner       | vincere               |
| Vejëssa             | vieillesse   | vecchiaia             |
| Vijé                | veiller      | vegliare              |
| Vitura              | voiture      | auto                  |
| Zibié               | gibier       | selvaggina            |

## Nombres en piémontais
| Nombre | Piémontais | Nombre | Piémontais |
| ------ | ---------- | ------ | ---------- |
| 1      | un         | 30     | tranta     |
| 2      | doi        | 40     | quaranta   |
| 3      | tre        | 50     | sinquanta  |
| 4      | catr       | 60     | sessanta   |
| 5      | sinch      | 70     | stanta     |
| 6      | ses        | 80     | otanta     |
| 7      | sèt        | 90     | novanta    |
| 8      | eut        | 100    | sent       |
| 9      | neuv       | 101    | sent e un  |
| 10     | des        | 200    | dosent     |
| 11     | óndes      | 300    | tërsent    |
| 12     | dódes      | 400    | quatsent   |
| 13     | tërdes     | 500    | sinchsent  |
| 14     | quatòrdes  | 600    | sessent    |
| 15     | quìndes    | 700    | setsent    |
| 16     | sëddes     | 800    | eutsent    |
| 17     | disset     | 900    | neuvsent   |
| 18     | disdeut    | 1000   | mila       |
| 19     | disneuv    | 1006   | mila e ses |
| 20     | vint       |        |            |

## Prononciation
Le piémontais est écrit avec une variété de l'alphabet latin. Les lettres et leurs équivalents IPA sont présentés dans le tableau suivant.
| Lettre ou graphème | Phonèmes    | Prononciation en français                                                                                            |
| ------------------ | ----------- | --- |
| A, a               | /a/ /ɑ/     | (a, â) |
| B, b               | /b/         | (b) |
| C, c               | /k/ /t͡ʃ/    | devant (a, o, u) comme en français, devant (e, i) (tch), pour former le phonème (tch) devant (a, o), ajoutez un (i). |
| CH, ch             | /k/         | le graphème (ch) est utilisé devant (e, i) pour former le phonème /k/ prononcé (que), (qui) en français.             |
| D, d               | /d/         | (d) |
| E, e               | /e/         | (é, æ, œ) |
| È, è               | /ɛ/         | (è, ê, ei) |
| Ë, ë               | /ə/         | (e) |
| EU, eu             | /ø/         | (eu, œu) |
| F, f               | /f/         | (f, ph) |
| G, g               | /g/ /ʒ/     | comme en français devant (a, o, u) /g/, ge, gi devant (e, i)                                                         |
| GH, gh             | /g/         | le graphème (gh) est utilisé devant (e, i) pour former le phonème /g/ devant (e, i) prononcé en français (gue, gui). |
| GN, gn             | /ɲ/         | (gn) |
| GLI, gli           | /ʎ/         | Ce phonème n’existe pas en français mais ressemble au (gli) en italien.                                              |
| H, h               | —           | comme en français la lettre (h) n'est pas prononcée.                                                                 |
| I, i               | /i/         | (i) |
| J, j               | /j/         | comme (y) en français ou aussi (il).                                                                                 |
| L, l               | /l/         | (l) |
| M, m               | /m/         | (m) |
| N, n               | /n/ /ŋ/     | (n) (ng) |
| O, o               | /u/ /ʊ/ /w/ | comme le (ou) en français.                                                                                           |
| Ò, ò               | /ɔ/         | (o, ô) |
| P, p               | /p/         | (p) |
| Q, q               | /k/         | (q) |
| R, r               | /r/ /ɺ/     | Ces phonèmes n'existent pas en français mais ils se prononcent comme le (r) en anglais ou le (rr) en espagnol.       |
| S, s               | /s/ /z/     | (s) |
| S-C, s-c           | /s-t͡ʃ/      | (stch) |
| T, t               | /t/         | (t) |
| U, u               | /y/         | comme le (u) en français.                                                                                            |
| V, v               | /v/ /w/     | (v) dans certains cas, est prononcé (ou).                                                                            |
| Z, z               | /z/         | (z) |

## Grammaire

### L'article
| Italien | Français | Piémontais |
| ------- | -------- | ---------- |
| un      | un       | un         |
| una     | une      | na         |
| il      | le       | ël         |
| la      | la       | la         |
| i       | les      | ij         |
| le      | les      | le         |

L'article piémontais un devant le mot commençant par une voyelle prend la forme n', devant le mot commençant par sp, st etc. - në, toutefois après le mot terminé par a, e - 'n.
Analogiquement comme en italien, en piémontais les articles ël, ij prennent les formes lë, jë (les équivalents des italiens lo, gli) devant les mots commençant par sp, st, x.
En piémontais, l'article défini du singulier devant le mot commençant par une voyelle est réduit à l', toutefois l'article défini de pluriel - à j'.

### Déclinaison
Dans les trois langues on forme les cas au moyen des prépositions (it. - fr. - pms.):
La préposition di - de - ëd. 
| Italien | Français | Piémontais |
| ------- | -------- | ---------- |
| di      | de       | ëd         |
| del     | du       | dël        |
| della   | de la    | dla        |
| dei     | des      | dij        |
| delle   | des      | dle        |

En piémontais, la préposition ëd: 
- devant le mot commençant par une voyelle est réduit à d', après le mot se terminant par -a - à 'd, toutefois devant le mot commençant par st-, sp-, sc-, x- etc. prend la forme dë.
- avec l'article défini devant le mot commençant par une voyelle est réduit à dl' en singulier, à dj' au pluriel.
- avec l'article défini devant le mot commençant st-, sp-, sc-, x- etc. prend la forme dlë au singulier, djë au pluriel.

La préposition da - - da.  En piémontais, da n'est pas uni avec l'article défini sauf genre masculin; par exemple, it. dal - pms. dal. Ainsi donc: it. dalla - pms. da la.
La préposition a - à - a. En piémontais, a ne prend pas l'autre forme (comme it. ad) devant un mot commençant par une voyelle. Il n'est pas uni avec l'article défini sauf genre masculin; par exemple, it. al, ai - fr. au, aux - pms. al, ai. Ainsi donc: it. alla - fr. à la - pms. a la.
La préposition in - en/dans - an/ant. Le mot piémontais an (ant devant un article) correspond au mot italien in et aux mots français en et dans. Au contraire de l'italien, en piémontais ce mot n'est pas uni avec l'article défini. Ainsi donc: it. nel - pms. ant ël, it. nella - pms. ant la. 
La préposition per - pour - për. Le mot piémontais për correspond au mot italien per et au mot français pour.
La préposition con - avec - con. Le mot piémontais con correspond au mot italien con et au mot français avec.
La préposition su - sur - ans. Le mot piémontais ans ou an s- (sans article défini : ansima a) correspond au mot italien su et au mot français sur. Ainsi donc: it. sul - fr. sur le - pms. ans ël ou an sël.
La préposition tra/fra - entre - antra. Le mot piémontais antra (ou an tra) correspond aux mots italiens tra et fra et aux mots français avec et chez.

### Le verbe
Voir aussi le chapitre « Les suffixes »

#### La conjugaison des verbes auxiliaires (quelques formes)
| italien            | français        | piémontais   | la forme de grammaire                              |
| ------------------ | --------------- | ------------ | -------------------------------------------------- |
| essere             | être            | esse         | infinitif                                          |
| è                  | est             | a l'é        | indicatif, présent, troisième personne, singulier  |
| sono               | sont            | a son        | indicatif, présent, troisième personne, pluriel    |
| è stato, fu        | a été, fut      | a l'é stait  | passé, troisième personne, singulier               |
| sono state, furono | ont été, furent | a son ëstait | passé, troisième personne, pluriel                 |
| era                | était           | a l'era      | imparfait, troisième personne, singulier           |
| erano              | étaient         | a l'ero      | imparfait, troisième personne, pluriel             |
| sarebbero          | seraient        | a sarìo      | conditionnel, présent, troisième personne, pluriel |

| italien | français | piémontais | la forme de grammaire                                |
| ------- | -------- | ---------- | ---------------------------------------------------- |
| avere   | avoir    | avèj       | infinitif                                            |
| ha      | a        | a l'ha     | indicatif, présent, troisième personne, singulier    |
| abbiamo | avons    | i l'oma    | indicatif, présent, première personne, pluriel       |
| hanno   | ont      | a l'han    | indicatif, présent, troisième personne, pluriel      |
| aveva   | avaient  | a l'avìa   | passé, troisième personne, singulier                 |
| avrebbe | aurait   | a l'avrìa  | conditionnel, présent, troisième personne, singulier |

| italien | français | piémontais | la forme de grammaire                             |
| ------- | -------- | ---------- | ------------------------------------------------- |
| potere  | pouvoir  | podèj      | infinitif                                         |
| può     | peut     | a peul     | indicatif, présent, troisième personne, singulier |
| possono | peuvent  | a peulo    | indicatif, présent, troisième personne, pluriel   |

#### L'infinitif
Les verbes, qui en italien ont l'infinitif en -are et en français -er, ont en piémontais la terminaison -é (laquelle souvent dans les mêmes mots est écrite comme -è): it.parlare - fr. parler - pms. parlé
Les infinitifs des verbes issus du latin : pono, teneo ont la terminaison -n-e: it. mantenere, proporre - fr. maintenir, proposer - pms. manten-e, propon-e.

#### Le présent
Les verbes piémontais sont précédés aux troisièmes personnes du présent par le mot a.
Les verbes qui en italien ont l'infinitif en -are, en français -er. A la troisième personne du singulier, la terminaison italienne -a ou française -e se change en piémontais en -a : it. parla - fr. parle - pms. a parla. À la troisième personne du pluriel, la terminaison italienne -ano ou française -ent se change en piémontais en -o: it. parlano - fr. parlent - pms. a parlo.

#### Les passés
En piémontais, on utilise le passé composé. Par exemple : it. parlò, ha parlato - fr. parla, a parlé - pms. a l'ha parlà; it. parlarono, hanno parlato - fr. parlèrent, ont parlé - pms. a l'han parlà. 
Le parfait existait jusqu'au XVIIIe siècle: i parler, it parleres, a parler, i parlero, i parlere, a parlero.

#### Le futur
A la troisième personne du singulier, à la terminaison italienne -rà ou française -ra correspond en piémontais la terminaison -rà : it. parlerà - fr. parlera - pms. a parlerà.

#### Le participe présent
La terminaison piémontaise -and correspond à l'italienne -ando et à la française -ant : it. parlando - fr. parlant - pms. parland.

#### Le participe passé
Les différences des terminaisons:
- Les participes passés, qui en italien ont la terminaison -ato, et en français -é, ont en piémontais la terminaison -à. Elle ne change pas en genre féminin et en pluriel. Par exemple, it. parlato - fr. parlé - pms. parlà.
- Les participes passés, qui en italien ont la terminaison -ito, et en français -i, ont en piémontais la terminaison -ì. Par exemple, it. finito - fr. fini - pms. finì.
- Les participes passés, qui en italien ont la terminaison -uto, et en français -u, ont en piémontais la terminaison -ù. Par exemple, it. renduto - fr. rendu - pms. rendù.

La part des participes passés est formée de manière irrégulière: it. fatto - fr. fait - pms. fàit.
En piémontais, au genre féminin du singulier, à la fin des participes passés terminés par -à on ajoute -a: finìa, mais au pluriel -e: finìe.

#### Les autres formes
Les formes françaises (par exemple impersonnelles) avec le pronom on ont leurs équivalents piémontais. On les crée comme troisième personne du singulier, mais au lieu du mot a on donne as (ou së devant le verbe commençant par st-, sp-, sc-, x- etc.) Par exemple, fr. on parle - pms. as parla.

#### Les négations
En piémontais, pour la négation, on utilise les particules nen ou pà : it. non è - fr. n'est pas - pms. a l'é nen, a l'é pà.

### Le pronom

#### Les pronoms possessifs
Contrairement à l'italien, en piémontais on néglige les articles définis devant des pronoms possessifs. Le pluriel de genre masculin est l'exception, s'il a la même forme que le singulier.
En piémontais, les pronoms possessifs au masculin ne changent pas par nombre. Par exemple:
| Italien | Français | Piémontais        |
| ------- | -------- | ----------------- |
| suo     | son      | sò                |
| sua     | sa       | soa               |
| loro    | leur     | sò (m.), soa (f.) |
| suoi    | ses      | sò                |
| sue     | ses      | soe               |
| loro    | leurs    | sò (m.), soe (f.) |

#### Les autres pronoms
| Italien         | Français         | Piémontais               |
| --------------- | ---------------- | ------------------------ |
| alcuno, qualche | certain, quelque | chèich                   |
| altro           | autre            | autr                     |
| che             | que, qui         | che                      |
| questo          | ce, cet          | cost, ës (substantif)-sì |
| tutto           | tout             | tut                      |

(1) Les pronoms ont donné en singulier de masculin. Toutefois, ils les changent par genre et par nombre (m. sing. chèich, m. pl. chèich, f. sing. chèica, f. pl. chèiche). Les pronoms, qui sont terminés par -r, -t ont la forme spéciale au masculin pluriel (avec les terminaisons -ri, -ti : àutri, tuti).
(2) Le pronom che devant un mot commençant par une voyelle est réduit à ch´.

### Le pluriel
Pour les substantifs et les adjectifs, les terminaisons piémontaises du pluriel -aj, -oj, -ij correspondent aux italiennes -ali, -oli, -ili. Analogiquement, la terminaison piémontaise -aj correspond aux françaises -aux, -ales, -els, -elles. Les exemples: it. speciali - pms. spessiaj, it. notevoli - pms. notéivoj, it. possibili - pms. possìbij, fr. sociales - pms. sossiaj.
Les substantifs et les adjectifs de genre féminin, qui en italien ont le pluriel avec la terminaison -e (et le singulier avec la terminaison -a), en français -es (et le singulier -e), en piémontais ont le pluriel terminé par -e.
Les substantifs et les adjectifs piémontais de genre féminin avec la terminaison -ica ont le pluriel avec la terminaison -iche (de même qu'en italien).
En piémontais, il existe les substantifs et les adjectifs de genre féminin (par exemple avec la terminaison -sion ou -à), qui prennent les mêmes formes en singulier et en pluriel.

### Le genre

#### Le genre masculin
Beaucoup des substantifs et adjectifs italiens au singulier de genre masculin se terminent par -o. Leurs équivalents piémontais n'ont pas -o, par exemple: it. senso - pms. sens. Les équivalents piémontais des substantifs et adjectifs italiens terminés par -co, -go ont les terminaisons -ch, -gh. Toutefois, les équivalents des mots terminés par -bro, -tro ont les terminaisons -ber, -ter.
La majorité des substantifs et adjectifs piémontais de genre masculin a la même forme au singulier et au pluriel.
Les substantifs de genre masculin, qui ont en français la terminaison -e, n'ont pas en piémontais cette terminaison (fr. groupe - pms. grop). Peu sont terminés par -o (fr. terme, type - pms. termo, tipo) ou -a (fr. système, problème, théorème - pms. sistema, prublema, teorema).

#### Le genre féminin
Les substantifs et adjectifs de genre féminin, qui ont en italien la terminaison -a, et en français -e, ont en piémontais le singulier terminé par -a : it. espirenza - fr. expérience - pms. esperiensa, it. interna - fr. interne - pms. anterna, it. teoria - fr. théorie - pms. teorìa.
En piémontais, il existe les substantifs de genre féminin, surtout d'étymologie grecque, qui sont invariables : anàlisi, ipòtesi (it. analisi, ipotesi, fr. analyse, hypothèse).

### Les conjonctions
| Italien | Français      | Piémontais       |
| ------- | ------------- | ---------------- |
| come    | comme         | tanme, coma, 'me |
| dunque  | donc, or      | donca            |
| e, ed   | et            | e                |
| ma      | mais          | ma               |
| mentre  | pendant       | antramente che   |
| o       | ou            | o                |
| perché  | pourquoi, car | përchè           |
| se      | si, lorsque   | se               |

### L'adjectif
L'adverbe piémontais pì correspond à l'adverbe italien più et au français plus, servant à la formation du comparatif de supériorité.

### L'adverbe
Les adverbes le plus souvent rencontrés (comparaison):
| Italien         | Français              | Piémontais      |
| --------------- | --------------------- | --------------- |
| allora          | alors                 | antlora         |
| anche, pure     | aussi, même           | ëdcò            |
| ancora          | encore                | ancor           |
| dopo            | après                 | apress          |
| dove            | où                    | anté che        |
| infine          | enfin                 | anfin, për finì |
| intanto         | cependant, néanmoins  | tutun           |
| mai             | jamais                | mai             |
| male            | mal                   | mal             |
| molti, tanti    | bien de, beaucoup de  | tanti, vàire ëd |
| molto           | bien, très            | motobin         |
| poco, po'       | peu                   | pòch            |
| poi             | puis                  | peuj            |
| purtroppo       | malheureusement       | belevans        |
| qui             | ici                   | ambelessì       |
| quando          | quand                 | quand           |
| sempre          | toujours              | sempe, tavòta   |
| solo, solamente | ne ... que, seulement | mach            |
| sopra           | ci-dessus             | sì-dzora        |
| spesso, sovente | souvent               | soens           |
| troppo          | trop                  | tròp            |

En piémontais, on crée des adverbes complexes par l'ajout de la terminaison -man (it. -mente, fr. -ment) à l'adjectif : it. finalmente - fr. finalement - pms. finalman. Toutefois, on utilise plus souvent des expressions adverbiales, par exemple avec usage an manera, ëd fasson (it. nel modo, fr. de manière) ou da na mira (it. del punto di vista, fr. d'un point de vue): it. indipendentamente - fr. indépendamment - pms. an manera indipendenta.

## Les différences d'orthographe

### L'accentuation des accents
En piémontais, l'accent dans un mot tombe en principe sur la même syllabe que dans le mot italien correspondant. Lorsque l'accent ne tombe pas sur l'avant-dernière syllabe, on marque un accent sur la voyelle accentuée; par exemple : it. origine - fr. origine - pms. orìgin.
Autres exemples :
- la terminaison -ich, -ica etc. : it. storico - fr. historique - pms. stòrich;
- la terminaison -bil : it. possibile - fr. possible - pms. possìbil;
- le groupe -òr- : it. corpo - fr. corps - pms. còrp.

### Les différences des lettres et des groupes des lettres
- En piémontais, des consonnes simples (ça ne concerne pas s) correspondent à des consonnes doubles en italien et français: it. effetto - fr. effet - pms. efet, it. rapporto - fr. rapport - pms. rapòrt, it. addizione - fr. addition - pms. adission.
- Les diphtongues italiennes -zi-, -ci- et françaises -ci-, -ti-, -cti-, -xi- entre des voyelles se transforment en -ssi- en piémontais : it. operazione, sociale, massimo - fr. opération, social, maximal - pms. operassion, sossial, massimal.
- Les diphtongues italiennes et françaises -ul- se transforment en -ol- en piémontais. Pareillement, les italiennes  -unt-, -unz- se transforment en -ont-, -ons- en piémontais : it. formula - fr. formule - pms. fòrmola.
- Les italiennes -nz-, -rz- devant une voyelle se transforment en -ns-, -rs- en piémontais. Pareillement, les françaises -nc-, -nt-, -nct- et -rt- se transforment en -ns-, -rs-  en piémontais : it. funzione, parziale - fr. fonction, partiel - pms. fonsion, parsial.
- La terminaison piémontaise -ja est un équivalent de l'italienne -glia et de la française -ille : it. famiglia - fr. famille - pms. famija.
- Les mots latins commencants par sp-, st- ont les équivalents français commencants par esp-, ét-, toutefois ils ont les équivalents italiens et piémontais commençants par sp-, st-. En piémontais, si le mot précédent est terminé par une consonne, au commencement du mot on insère ë : it spazio, stato - fr. espace, état - pms (ë)spassi, (ë)stat.
- Le commencement français re- et italien ri- se transforme en ar- en piémontais, par exemple : it. risoluzione - fr. résolution - pms. arzolussion (mais pas devant -sp-, -st- etc.)

- La diphtongue française ct après une voyelle se transforme en t en piémontais, par exemple : fr. structure - pms. strutura.
- La diphtongue française ph se transforme en f en piémontais, par exemple : fr. physique - pms. fìsica.
- La diphtongue française th se transforme en t en piémontais, par exemple : fr. théorie - pms. teorìa.
- La diphtongue française pt se transforme en t en piémontais, par exemple : fr. descriptif - pms. descritiv.
- La lettre française y se transforme en i en piémontais, par exemple : fr. système - pms. sistema.
- La diphtongue française ai devant n, s, r se transforme en a en piémontais, par exemple : fr. raison - pms. rason.
- La h muette des mots français disparaît dans leurs équivalents piémontais : fr. humanité, hypothèse - pms. umanità, ipotèsi.
- La diphtongue française ch lue comme k se transforme en c en piémontais (de même qu'en italien), par exemple : fr. technologie, psychologie - pms. tecnologìa, psicologìa (it. tecnologia, psicologia).
- La terminaison française -que se transforme en -ca en piémontais (de même qu'en italien), par exemple : fr. époque - pms. època (it. epoca).

### Les préfixes
| Italien     | Français    | Piémontais                         |
| ----------- | ----------- | ---------------------------------- |
| con-        | con-        | con- co- (devant -st-, -sp- etc.)  |
| es- (ecce-) | ex- (exce-) | es- (ece-)                         |
| in-         | en-, in-    | an- in- (négations et oppositions) |
| inter-      | inter-      | antër-                             |
| per-        | per-        | për-                               |
| pseudo-     | pseudo-     | fàuss-                             |
| quasi-      | quasi-      | scasi-                             |
| sotto-      | sous-       | sot-                               |

### Les suffixes
| Italien               | Français                        | Piémontais                        |
| --------------------- | ------------------------------- | --------------------------------- |
| -al (m.), -ale (f.)   | -el, -al (m.), -elle, -ale (f.) | -al                               |
| -are                  | -aire                           | -ari (m.), -ar (f.)               |
| -bile                 | -ble                            | -bil                              |
| -ian (m.), -iana (f.) | -ien (m.), -ienne (f.)          | -ian (m.), -ian-a (f.)            |
| -icare                | -er                             | -iché                             |
| -ico (m.), -ica (f.)  | -ique, -icien (profession)      | -ich (m.), -ica (f.)              |
| -ismo                 | -isme                           | -ism                              |
| -ivo (m.), -ivo (f.)  | -if (m.), -ive (f.)             | -iv (m.), -iva (f.)               |
| -mente                | -ment (adv.)                    | -man                              |
| -ore                  | -eur                            | -or                               |
| -ose                  | -eux                            | -os                               |
| -sta                  | -ste                            | -sta                              |
| -stione               | -stion                          | -stion                            |
| -tà                   | -té                             | -tà                               |
| -zione                | -tion, -ction                   | -ssion -sion (après une consonne) |